# Guatteria laurina
Guatteria laurina é uma espécie de magnólia. Foi descrita pela primeira vez por José Jéronimo Triana e Jules Émile Planchon. Guatteria laurina pertence ao gênero Guatteria, e família Annonaceae. Não existe esse tipo listado.